# When I Find Love Again
When I Find Love Again è un singolo del cantautore britannico James Blunt, pubblicato il 9 settembre 2014 come unico estratto dalla ristampa Special Apollo Edition del quarto album in studio Moon Landing.

## Descrizione
Il brano è stato scritto da Benjamin Levin, Ammar Malik, Daniel Omelio, Ross Golan, Charlotte Aitchison e Steve Mac, che l'ha anche prodotto insieme a Benjamin Levin e Robopop.
Il 31 ottobre 2014 è stato pubblicato un EP con lo stesso titolo del singolo che include i cinque brani indediti della ristampa dell'album Moon Landing, in aggiunta a una versione dal vivo della canzone Bonfire Heart.

## Video musicale
Il videoclip della canzone, girato negli Stati Uniti centrali e diretto da Vaughan Arnell, è stato caricato sul canale YouTube di James Blunt il 14 ottobre 2014. Il video è ambientato probabilmente in un altro secolo. Blunt, in questo video, viene ripreso in sella a un cavallo. La clip è in bianco e nero.

## Tracce
Download digitale / CD promo
1. When I Find Love Again – 3:05

When I Find Love Again – EP
1. When I Find Love Again – 3:04
2. Smoke Signals – 3:43
3. Breathe – 4:21
4. Trail of Broken Hearts – 4:26
5. Working It Out – 4:21
6. Bonfire Heart (Live at Reeperbahn Festival 2013) – 4:21

## Classifiche

### Singolo

#### Classifiche settimanali
| Classifica (2014) | Posizione massima |
| ----------------- | ----------------- |
| Australia         | 27                |
| Austria           | 44                |
| Belgio (Fiandre)  | 62                |
| Belgio (Vallonia) | 55                |
| Germania          | 78                |
| Regno Unito       | 78                |
| Russia            | 179               |
| Svizzera          | 59                |
| Ungheria          | 18                |

#### Classifiche di fine anno
| Classifica (2014) | Posizione |
| ----------------- | --------- |
| Ungheria          | 68        |

### EP

#### Classifiche settimanali
| Classifica (2014) | Posizione massima |
| ----------------- | ----------------- |
| Australia         | 36                |